# Устинова Тетяна Віталіївна
 Тетя́на Віта́ліївна Устинова (рос. Татья́на Вита́льевна Усти́нова; нар. 21 квітня 1968, Москва) — російська письменниця.

## Життєпис
Народилася 21 квітня 1968 року в Москві у сім'ї інженерів. 
Навчалася в англійській спеціалізованій школі, згодом на факультеті аеромеханіки і літальної техніки Московського фізико-технічного інституту . Після інституту працювала на телебаченні. Пізніше була запрошена в пресслужбу Президента Росії. Якийсь час була редакторкою програм  Першого каналу «Москва-Кремль» і «З перших рук». На початку 2000-х років працювала прессекретаркою в Торгово-промисловій палаті Росії.
Перший детектив написала в 2000 році.
Мешкає в селищі Кратово Раменського району Московської області. У 2010 році за роман «На одному диханні» авторці присудили премію Електронна буква[недоступне посилання з липня 2019] у номінації «Детектив року».

## Бібліографія

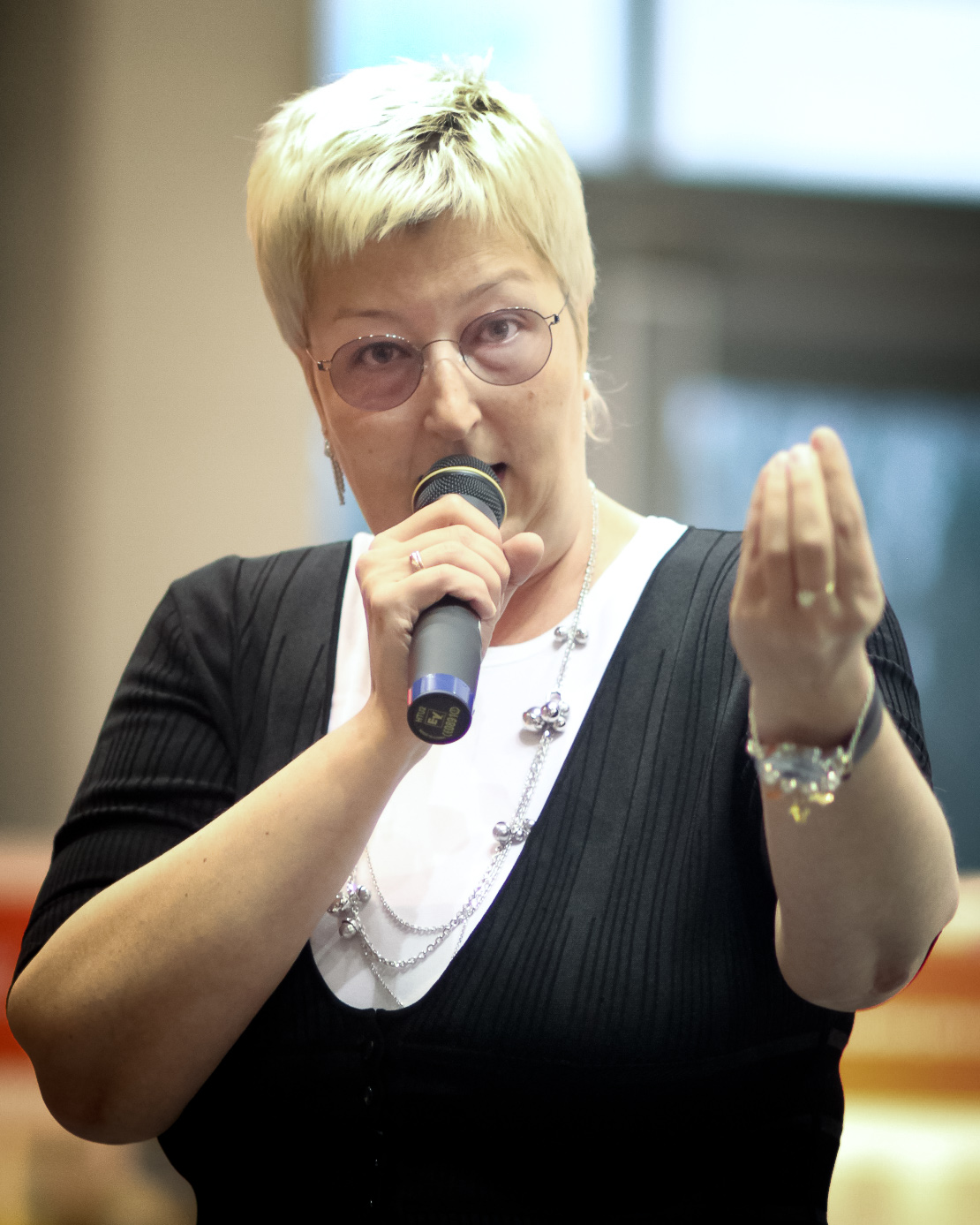
На ММКВЯ-2011

## Прообрази
Устинова активно залучає реальних людей, сучасників, під час створення своїх персонажів:
- «Богиня прайм-тайму» - прообразом стала Аріна Шарапова.
- «Перше правило королеви» - прообразом є Людмила Селіванова, колишня віце-губернаторка Красноярського краю.
- «Запасний інстинкт» - власник фірми вебдизайну Артемій Лебедєв.

## Екранізація
- Близькі люди
- Богиня прайм-тайму
- Велике зло та дрібні капості
- Завжди кажи завжди (автор сценарію, сезон 1-3)
- Геній пустого місця
- Будинок-фантом у придане
- Закон зворотного чаклунства
- Запасний інстинкт
- Мій генерал
- Мій особистий ворог
- Міф про ідеального чоловіка
- Одна тінь на двох
- Сьоме небо
- Паралельно любові (Персональний янгол)
- Перше правило королеви
- Під Великою Ведмедицею (Олігарх з Великої Ведмедиці)
- Подруга особливого призначення
- Пороки та їх прихильники
- П'ять кроків по хмарах
- Розлучення і дівоче прізвище
- Саквояж зі світлим майбутнім (2007, реж  В'ячеслав Криштофович.)

## Цікаві факти
- У фільмі "У стилі Jazz", Тетяна Устинова грає письменницю Таню, колишню дружину головного героя Сергія. В епізоді, в міліції, письменниця Таня дарує міліцейському начальнику свою книгу на обкладинці якої написано "Тетяна Устинова".
- Брала участь у шоу «Російська рулетка», де виграла 28 тисяч рублів.